# NGC 1156
NGC 1156 è una piccola galassia irregolare situata nella costellazione dell'Ariete, a una distanza di circa 20 milioni di anni luce dalla nostra Via Lattea.

## Scoperta
La galassia è stata scoperta il 13 novembre 1786 dall'astronomo britannico di origine tedesca William Herschel.

## Descrizione
NGC 1156 è stata utilizzata da Gérard de Vaucouleurs come esempio di galassia di tipo morfologico IB(s)m nel suo atlante delle galassie.
NGC 1156 ha una classe di luminosità V-VI e presenta una larga riga a 21 cm dell'idrogeno neutro.
Nella galassia sono presenti anche regioni di idrogeno ionizzato.
Secondo il database SIMBAD, NGC 1156 è una radiogalassia.